# Dermaptera
I Dermatteri (Dermaptera De Geer, 1773) sono un ordine di insetti che comprende circa 1.800 specie raggruppate in 3 sottordini (Forficuloidea, Arixenioidea, Diploglossata) e 10 famiglie. Comunemente sono note con il nome di "forbicine".

## Descrizione
Sono insetti dalla forma appiattita e allungata, con esoscheletro abbastanza consistente. Le antenne sono piuttosto brevi e moniliformi, l'apparato boccale è del tipo masticatorio. Le ali possono essere assenti oppure presenti, sclerificate e ridotte le anteriori, grandi membranose e di conformazione particolare quelle posteriori; l'addome presenta caratteristiche appendici a forma di pinza, dette cerci, generalmente diritte nelle femmine e ricurve nei maschi, usate come organi di difesa o di presa durante l'accoppiamento. 
I maschi di alcune famiglie (Diplatyidae, Pygidicranidae, Anisolabididae, Apachyidae e Labiduridae) sono dotati di un doppio pene.

## Biologia

Stadi della crescita

Sono insetti eterometaboli, cioè gli stadi giovanili, già all'uscita dall'uovo, hanno una morfologia simile a quella dell'adulto.

Il regime dietetico è onnivoro: si nutrono prevalentemente di foglie, fiori e frutti ma possono anche predare piccoli insetti (adulti e larve) e nutrirsi di animali morti.
Di rado sono insetti dannosi per le colture (quasi mai), mentre sono spesso insetti utili, dal momento che si cibano di afidi e di insetti parassiti delle piante. In viticoltura, sono state spesso combattute e allontanate, mentre oggi sono insetti protetti e usati per tener sotto controllo determinate popolazioni dannose.